# 文雀 (電影)
《文雀》，2008年香港電影，杜琪峰作品。本片入圍第58屆柏林電影節競賽單元。
「文雀」是小偷 、 扒手的別名。《文雀》不少場景乃於中上環拍攝，展現了該區老街的風貌。

## 故事大綱
棋（任達華飾）乃職業扒手（即「文雀」），他與三名拍檔（林家棟、羅永昌、張滿源飾）穿梭於鬧市，憑嫻熟的技巧，過著自在的生活。一天，一名神秘而美麗的女子（林熙蕾飾）分別在四人身邊出現。原來，她是要藉四人之力取回一件在扒手前輩傅劍堂（盧海鵬飾）手上重要的東西……

## 演員
| 演員   | 角色       |
| ------ | ---------- |
| 任達華 | 棋         |
| 林熙蕾 | 鍾珍妮     |
| 盧海鵬 | 傅劍堂     |
| 林家棟 | 震波       |
| 羅永昌 | 細蘇       |
| 張滿源 | 小馬       |
| 林 雪  | 阿龍       |
| 李日昇 | 扒手       |
| 魯振順 | 傅劍堂手下 |

## 獎項
| 獎項             | 名單                      | 結果 |
| ---------------- | ------------------------- | ---- |
| 最佳導演         | 杜琪峰                    | 提名 |
| 最佳男主角       | 任達華                    | 提名 |
| 最佳攝影         | 鄭兆強                    | 提名 |
| 最佳剪接         | David Richardson          | 提名 |
| 最佳原創電影音樂 | Xavier Jamaux、Fred Avril | 提名 |

| 獎項             | 名單                      | 結果 |
| ---------------- | ------------------------- | ---- |
| 最佳攝影         | 鄭兆強                    | 獲獎 |
| 最佳原創電影音樂 | Xavier Jamaux、Fred Avril | 提名 |

| 獎項       | 名單   | 結果 |
| ---------- | ------ | ---- |
| 最佳電影   |        | 提名 |
| 最佳導演   | 杜琪峰 | 提名 |
| 最佳男演員 | 任達華 | 提名 |
| 推薦電影   |        | 獲獎 |

## 外部連結
- 寰宇電影 《文雀》
- 開眼電影網上《文雀》的資料（繁體中文）
- 香港影庫上《文雀》的資料（繁體中文）
- 时光网上《文雀》的資料（简体中文）
- 豆瓣电影上《文雀》的資料 （简体中文）
- AllMovie上《文雀》的资料（英文）
- 爛番茄上《文雀》的資料（英文）
- 互联网电影数据库（IMDb）上《文雀》的资料（英文）